# Darnell Jackson
Darnell Edred Jackson (Oklahoma City, Oklahoma, 7 de noviembre de 1985) es un exjugador de baloncesto estadounidense. Mide 2,06 metros de altura y jugaba en la posición de ala-pívot o pívot. Actualmente es entrenador asistente en los Ontario Clippers.

## Trayectoria deportiva

### Universidad
No fue hasta el noveno grado cuando comenzó a jugar a baloncesto. Tras su paso por el instituto, jugó durante cuatro temporadas con los Jayhawks de la Universidad de Kansas, aunque hasta el último año no se hizo un hueco en el cinco titular. En su primera temporada tan solo promedió 2 puntos y 1,7 rebotes por partido. En su segundo año en Kansas subió su aportación, jugando algo más de 15 minutos por partido, pero mediada la temporada fue suspendido por la NCAA por 9 partidos, tras aceptar dinero de Don Davis, un aficionado de los Jayhawks y amigo de la familia, algo completamente prohibido en la liga universitaria. Este hecho fue solo una parte del mal año que pasó Jackson, ya que su abuela murió atropellada por un conductor borracho a principios de 2005. Desde entonces, cuando anota una canasta se golpea tres veces en el pecho simbólicamente, una por su abuela, otra por su madre y otra por Don Davis. Una vez regresó a las canchas, hizo su mejor partido ante Iowa State, al conseguir 13 puntos y 8 rebotes.
En su temporada júnior fue el tercer mejor reboteador del equipo, tras promediar 5,1 por partido. Consiguió el primer doble-doble de su carrera tras lograr 10 puntos y 10 rebotes ante Oral Roberts en el segundo partido de la temporada,
Ya en su temporada sénior fue elegido en el tercer mejor quinteto de la Big 12 Conference y en el mejor quinteto de jugadores más mejorados. Fue titular en los últimos 35 partidos, siendo el máximo reboteador del equipo con 267 rechaces. Batió su récord anotador ante Boston College, al conseguir 25 puntos, a los que añadió 9 rebotes y 2 robos de balón. Acabó la temporada promediando 11,2 puntos y 6,7 rebotes por partido. En el total de su andadura como universitario promedió 6,8 puntos y 4,9 rebotes.

#### Estadísticas
| Temporada | P   | PT | TCC | TCI | %TC  | TLC | TLC | %TL  | 3PC | 3PI | %T3  | REB | ASIS | ROB | TAP | PTS | MEDIA |
| 2004-05   | 24  | 1  | 17  | 31  | .548 | 14  | 24  | .583 | 0   | 0   | .000 | 40  | 3    | 4   | 3   | 48  | 2.00  |
| 2005-06   | 23  | 0  | 52  | 103 | .505 | 40  | 52  | .769 | 0   | 0   | .000 | 112 | 8    | 13  | 3   | 144 | 6.30  |
| 2006-07   | 38  | 3  | 71  | 129 | .550 | 67  | 102 | .657 | 0   | 0   | .000 | 193 | 13   | 16  | 21  | 209 | 5.50  |
| 2007-08   | 40  | 35 | 171 | 273 | .626 | 103 | 149 | .691 | 2   | 6   | .333 | 267 | 43   | 31  | 19  | 447 | 11.2  |
| Total     | 125 | 39 | 311 | 536 | .580 | 224 | 327 | .685 | 2   | 6   | .333 | 612 | 67   | 64  | 46  | 848 | 6.80  |

### Profesional
Fue elegido en la quincuagesimosegunda posición del Draft de la NBA de 2008 por Miami Heat, pero sus derechos fueron casi inmediatamente traspasados a Cleveland Cavaliers, equipo por el que firmó contrato en septiembre de 2008. Previamente había disputado la Liga de Verano que se celebró en Las Vegas, donde en 5 partidos promedió 5,8 puntos y 5,4 rebotes en 24,6 minutos de juego.
El 23 de marzo de 2010 fue cortado por los Cavaliers para hacer sitio en el equipo a Žydrūnas Ilgauskas.
El 29 de julio de 2016, Jackson firmó un contrato con los Cañeros del Este de la Liga Nacional de Baloncesto de República Dominicana. Sin embargo fue cortado el 13 de agosto de 2016, después de aparecer en 8 partidos promediando 6,5 puntos y 4,3 rebotes en 15,4 minutos por partido.
[actualizar]

## Estadísticas de su carrera en la NBA

### Temporada regular
| Año     | Equipo     | PJ  | PT | MPP | %TC  | %3P  | %TL  | RPP | APP | ROB | TPP | PPP |
| ------- | ---------- | --- | -- | --- | ---- | ---- | ---- | --- | --- | --- | --- | --- |
| 2008-09 | Cleveland  | 51  | 2  | 8.4 | .430 | .000 | .686 | 1.7 | .2  | .2  | .1  | 1.9 |
| 2009-10 | Cleveland  | 27  | 0  | 4.2 | .320 | .333 | .667 | .7  | .1  | .1  | .2  | .8  |
| 2009-10 | Milwaukee  | 1   | 0  | 9.0 | .200 | .0   | .000 | 2.0 | .0  | .0  | .0  | 2.0 |
| 2010-11 | Sacramento | 59  | 2  | 8.2 | .487 | .273 | .612 | 1.6 | .2  | .2  | .0  | 3.2 |
| Total   | Total      | 138 | 4  | 7.5 | .449 | .235 | .644 | 1.5 | .2  | .2  | .1  | 2.2 |